# 왜관
왜관(倭館)은 조선시대 일본인이 조선에 와서 통상(通商)하던 곳이다. 또한 그곳에 설치한 행정기관을 이르기도 하며, 일본인의 집단 거주지이기도 하다.
고려 말기 이후 조선 초기까지 왜구의 노략질이 심해지자 그 회유책으로써 삼포(三浦), 즉 웅천(熊川)의 내이포(乃而浦), 동래(東萊)의 부산포(富山浦), 울산(蔚山)의 염포(鹽浦)를 열어서 일본인이 왕래하며 무역하는 것을 허가하고, 또 거기에 왜관을 두어 교역(交易)·접대 등에 관한 일을 맡아보게 하였다. 1510년 삼포왜란(三浦倭亂) 이후는 임신약조(壬申約條)를 맺고 왜관을 제포에만 두었다. 그러나 1541년(중종 36) 제포에서 조선이 관병(官兵)과 쓰시마인들 사이에 싸움이 일어나 중앙에서는 이것을 이유로 제포에 거주하던 일본인을 모두 추방하고 왜관을 부산포로 옮겼다. 이에 쓰시마주와 무로마치 막부는 전과 같이 다시 설치해 주기를 요청하였으나 이를 허락지 않았다.
임진왜란 종결 후 절영도에 왜관 설치를 허락하였으며, 1607년(선조 40년)에 부산 인근 두모포로 옮겨 설치하였으며, 1678년(숙종 4)에 다시 초량 근처로 왜관을 옮겼다. 왜관에는 주위에 읍성을 모방한 돌담을 쌓고, 그 안에 거류민·공청(公廳)·시장·상점·창고 등이 있었다.
초기부터 왜관을 중심으로 일본과 조선 상인 사이에 무역이 행하여졌는데 조선 상인으로서 금제품(金製品)을 파는 경우가 많아서 1429년(세종 11)에는 금·은·표피(豹皮)·동전(銅錢)·11새(升) 이상의 모시·베 등은 팔지 못하도록 하였으며, 무역을 감시하기 위해서 금란관(禁亂官)·녹사(綠事) 등을 두었다. 그런데 후대로 내려오면서 점점 제한을 더하고 되도록 일본인과의 개별적인 접촉에서 오는 불상사를 막으려고 여러 가지 법률을 만들었다.
《속대전》 형전(刑典)에 따르면 왜관의 개시(開市) 때에는 훈도(訓導)·별차(別差)·수세산원(收稅算員)·개시감관(開市監官)·개시군관(軍官)이 입회하여 모든 물화(物貨)를 수검(搜檢)하기로 되어 전에 비해 관원이 많이 배치되었을 뿐만 아니라, 왜관에서 몰래 물건을 팔고 사거나 일본인에게서 뇌물을 받고 여자를 꾀어 몰래 들어가서 간음(姦淫)을 행하게 한 자와 일본인에게 빚을 지거나 일본인의 물건을 훔친 자는 모두 왜관 앞에서 목을 베며, 일본인이 가지고 온 물건을 포구(浦口)에서 몰래 사는 자는 장(杖) 100도(度), 도(徒) 3년 한다는 규정이 있었고, 이를 묵인 내지 붙잡지 못한 관원은 엄벌에 처하였다. 왜관의 개시(開市)는 동래부(東萊府)의 확증을 얻은 자만이 관원의 감시 아래 매달 여섯 차례(5일장) 행하였는데, 동래 상인이 인삼(人蔘)으로써 왜은(倭銀)을 무역하여 이득을 많이 취하였다. 조선 말기에는 인삼의 산출량이 적고, 또 일본이 청(淸)과 무역케 되면서부터는 일상생활에 필요한 소금·채소 등만 매매되어 몹시 한산하였다.

## 두모포 왜관
두모포(豆毛浦) 왜관은 동래 지역에 설치된 지방 군영인 부산진 서남쪽 2km 지점에 있었던 왜관이다. 1607년에 설치되어 1678년까지 약 70년간 존속하였다. 두모포 왜관이 초량으로 이전된 후, 이 지역에 종4품 만호가 지휘하는 두모포진 수군(水軍) 군영이 들어선다.

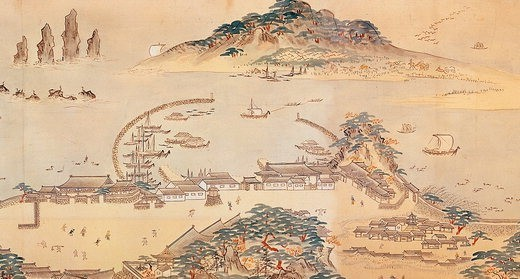
18세기 부산포 동래 초량왜관도

## 초량 왜관
초량(草梁) 왜관은 일본에서 두모포 왜관의 설치 공간이 협소하고 건물이 낡아 불편하다고 호소하자 현재 부산광역시 중구 중앙동 일대에 새로 조성한 왜관이다. 약 500명의 일본인이 거주하였으며, 왜관 북쪽과 서쪽으로 담장이 설치되어 외부 통행이 제한되었다.

### 전관 거류지
1876년 조선이 개항되자 초량 왜관은 일본인 전관거류지(專管居留地)로 개편되었다. 이후 이곳에 일본인 행정기관, 치안기관이 들어섰으며, 1910년 일제강점기가 되자 부산부(釜山府)의 중심지가 되었다.

### 초량 객사
초량 왜관 북쪽에는 일본측 사신이 조선에 입국한 후에 의례를 행하는 객사(客舍)가 설치되어 있었다. 객사 북쪽에 돌담으로 구분된 설문(設門)을 나서면 신초량 마을과 두모포진을 거쳐 부산포진으로 이어진다.

## 같이 보기
- 삼포개항
- 삼포왜란
- 용두산신사
- 용미산신사
- 왜관읍